# ギターはもう聞こえない
『ギターはもう聞こえない』（J'entends plus la guitare）は、1991年のフランス映画。
フィリップ・ガレル監督が1988年に急死した歌手で前妻のニコに捧げた映画。彼女との愛の遍歴を描いた非常に私的な映画である。
1991年、第48回ヴェネツィア国際映画祭銀獅子賞受賞。

## あらすじ
ジェラールとマリアンヌ、マルタンとローラの二組のカップルがいる。ジェラールとマリアンヌの関係は不安定であり、ジェラールは友人のマルタンに相談する。ジェラールとマリアンヌは互いの愛を時には静かに、時には激しくぶつけ合いながら、別れと再会を繰り返す。二人が別れマリアンヌが故郷のドイツへ帰った後、ジェラールはアリーンと結婚。しかしある日、マリアンヌが死んだことを知らされる。

## キャスト
- ジェラール：ブノワ・レジャン
- マリアンヌ：ヨハンナ・テア・ステーゲ
- マルタン：ヤン・コレット
- ローラ：ミレーユ・ペリエ
- アリーン：ブリジット・シイ
- アドリエンヌ：アヌーク・グランベール